# Élections législatives de 1919 dans le Finistère
Les élections législatives dans le Finistère ont lieu les dimanche 16 novembre 1919 et 30 novembre 1919. Elles ont pour but d'élire les députés représentant le département à la Chambre des députés pour un mandat de quatre années.

## Députés sortants
Avec le déclenchement de la première Guerre mondiale en août 1914, il n'y aura pas d'élection partielle d'organisée pour les vacances.
Léonard Corentin-Guyho (Progressiste-PRD) a vu son élection annulée le 3 juillet 1914.
Émile Cloarec (app.PRD) est décédé le 13 juillet 1914. 
Albert de Mun (ALP) est mort le 6 octobre 1914. 
Louis Soubigou (Progressiste-ALP) est mort le 21 octobre 1914. 
Georges Le Bail-Maignan (Radical) est mort le 22 juin 1918. 
| Députés | Députés                  | Parti              | Fonctions lors de l'élection en 1919                                                                 |
| ------- | ------------------------ | ------------------ | --- |
|         | Émile Goude              | SFIO               | Conseiller général de Brest-2. Commis à l'Arsenal de Brest (Direction des travaux).                  |
|         | Georges Le Bail          | Radical-socialiste | Conseiller général du Plogastel-Saint-Germain, maire de Plozévet. Avocat.                            |
|         | Albert Louppe            | Radical-ARD        | Président du Conseil général, conseiller général du Faou, maire de Quimerc'h. Ingénieur des poudres. |
|         | Ferdinand Lancien        | Radical-Soc.ind    | Conseiller général et maire de Carhaix. Médecin, Journaliste à Le Matin.                             |
|         | Maurice Bouilloux-Lafont | PRD-FDG            | Maire de Bénodet. Banquier.                                                                          |
|         | Paul Simon               | Silloniste         | Ex conseiller municipal de Brest. Avocat, Directeur du journal Le Démocrate.                         |
|         | Vacant                   |                    | |
|         | Vacant                   |                    | |
|         | Vacant                   |                    | |
|         | Vacant                   |                    | |
|         | Vacant                   |                    | |

## Mode de scrutin
De 1889 à 1914 l'élection se faisait au scrutin d'arrondissement, soit un mode uninominal majoritaire à deux tours. 
La loi du 12 juillet 1919 instaure un système mixte, alliant scrutin proportionnel plurinominal et scrutin majoritaire plurinominal à un tour dans le cadre du département. 
Même si dans les faits, le scrutin majoritaire prime sur le proportionnel : les législateurs ont introduit seulement une « dose de proportionnelle ».
L'électeur vote pour un candidat membre d'une liste (il peut panacher entre les listes) : le Finistère ayant 11 députés à élire le votant peut voter pour 11 candidats.
Les trois moyens d'être élu sont : 
1. D'une part, les candidats ayant rassemblé une majorité absolue de suffrages exprimés sur leur nom sont élus directement ;
2. Les sièges non pourvus sont répartis à la représentation proportionnelle, au quotient, entre les différentes listes (le score d'une liste étant bien entendu égal à l'addition des voix recueillies individuellement par les candidats qui y figurent) :

« On détermine le quotient électoral en divisant le nombre des votants, déduction faite des bulletins blancs ou nuls, par celui des députés à élire.
On détermine la moyenne de chaque liste en divisant par le nombre de ses candidats le total des suffrages qu'ils ont obtenus.
Il est attribué à chaque liste autant de sièges que sa moyenne contient de fois quotient électoral.
Les sièges restants, s'il y a lieu, seront attribués à la plus forte moyenne.
Les sièges seront, dans chaque liste, attribués aux candidats qui auront réuni le plus de suffrages. »
— Article 10
1. Enfin les sièges restants ont été tous attribués à la liste ayant recueilli le plus de voix.

Le but de ce changement était de mettre fin aux fiefs politiciens et de permettre la formation de majorités politiques plus larges et plus stables, capables de soutenir les différents gouvernements plus longtemps.

## Listes candidates
| N° | Candidats | Candidats                  | Parti              | Principales fonctions                                                                                |
| -- | --------- | -------------------------- | ------------------ | --- |
| 01 |           | Georges Le Bail *          | Radical-socialiste | Conseiller général du Plogastel-Saint-Germain, maire de Plozévet. Avocat.                            |
| 02 |           | Albert Louppe *            | Radical            | Président du Conseil général, conseiller général du Faou, maire de Quimerc'h. Ingénieur des poudres. |
| 03 |           | Maurice Bouilloux-Lafont * | Rép.G              | Maire de Bénodet. Banquier.                                                                          |
| 04 |           | Ferdinand Lancien *        | Soc.ind            | Conseiller général et maire de Carhaix. Médecin.                                                     |
| 05 |           | Émile Auffret              | Rép.G              | Ex interne des hôpitaux. Croix de Guerre                                                             |
| 06 |           | Yves Caill                 | Rép.G              | Maire de Plouzévédé. Vétérinaire.                                                                    |
| 07 |           | Paul Cloarec               | Rép.G              | Capitaine de frégate en retraite.                                                                    |
| 08 |           | Alfred Delpierre           | Soc.ind            | Officier de Marine, Directeur du Moniteur de la Flotte.                                              |
| 09 |           | Émile Guépratte            | Rép.G              | Officier de Marine. Croix de Guerre                                                                  |
| 10 |           | Yves Le Febvre             | Radical-socialiste | Instituteur, Directeur de l'école de rééducation de Rennes.                                          |
| 11 |           | Jean Le Lay                | Radical-socialiste | Magistrat, Directeur de La Pensée Bretonne. Croix de Guerre                                          |

| N° | Candidats | Candidats                | Parti                   | Principales fonctions                                                                                             |
| -- | --------- | ------------------------ | ----------------------- | --- |
| 01 |           | Paul Simon               | Progressiste            | Conseiller municipal de Brest. Avocat, Directeur du journal Le Démocrate.                                         |
| 02 |           | Léonard Corentin-Guyho   | Progressiste            | Ancien député, conseiller général de Pont-Aven. Ancien Avocat général à la Cour d'Appel de Paris.                 |
| 03 |           | Alain Budes de Guébriant | Conservateur            | Conseiller général et maire de Saint-Pol-de-Léon. Propriétaire terrien.                                           |
| 04 |           | Pierre Trémintin         | Progressiste-Silloniste | Conseiller général et maire de Plouescat. Avocat.                                                                 |
| 05 |           | Laurent Boucher          | Conservateur            | Conseiller d'arrondissemant de Landivisiau, maire de Lampaul-Guimiliau. Négociant                                 |
| 06 |           | Victor Balanant          | Progressiste-Rép.G      | Ancien ouvrier à l'Arsenal de Brest, collaborateur au Petit Breton. Croix de Guerre                               |
| 07 |           | Charles Daniélou         | Progressiste-Rép.G      | Ancien député, ancien secrétaire de la Chambre. Maire de Locronan. Poète, romancier.                              |
| 08 |           | Marcel Derrien           | Conservateur            | Maire de Loctudy. Industriel dans la soude. Croix de Guerre                                                       |
| 09 |           | Vincent Inizan           | Progressiste-Rép.G      | Maire de Kernouës. Créateur du Stud Book du cheval de trait breton. Cultivateur, Journaliste au Paysan de France. |
| 10 |           | Jean Jadé                | Progressiste            | Avocat. Croix de Guerre                                                                                           |
| 11 |           | Georges Saint-Yves       | Conservateur            | Lauréat de l'Institut de France et de la Société de Géographie. Croix de Guerre                                   |

| N° | Candidats | Candidats         | Parti | Principales fonctions                                               |
| -- | --------- | ----------------- | ----- | ------------------------------------------------------------------- |
| 01 |           | Émile Goude *     | SFIO  | Conseiller général Brest-2. Commis de 3e classe à la construction.  |
| 02 |           | Hippolyte Masson  | SFIO  | Maire de Brest, Conseiller général de Brest-3. Employé PTT.         |
| 03 |           | Fernand Le Goïc   | SFIO  | Professeur des Écoles de commerce et d'industrie.                   |
| 04 |           | Jean Le Tréis     | SFIO  | Conseiller municipal et d'arrondissement de Brest. Facteur aux PTT. |
| 05 |           | Ernest Hervagault | SFIO  | Adjoint au maire de Brest. Commis de marine.                        |

| N° | Candidats | Candidats      | Parti      | Principales fonctions                                                        |
| -- | --------- | -------------- | ---------- | ---------------------------------------------------------------------------- |
| 01 |           | Léon Capitaine | Anarchiste | Ex secrétaire général de la CGT de l'Arsenal de Brest. Ouvrier électricien   |
| 02 |           | Alain Le Duff  | Anarchiste | Ex secrétaire adjoint de la CGT de l'Arsenal de Brest. Ouvrier chaudronnier. |
| 03 |           | Edmond Le Bris | Anarchiste |                                                                              |

| N° | Candidats | Candidats       | Parti                | Principales fonctions                              |
| -- | --------- | --------------- | -------------------- | -------------------------------------------------- |
| 01 |           | Charles Rolland | Soc.ind-Régionaliste | Conseiller municipal de Guerlesquin. Marin, Poète. |
| 02 |           | Pierre Jouan    | Régionaliste         |                                                    |

## Résultats
| Liste          | Liste                                       | Moyenne        | %       | Sièges | Candidat                 | Candidat                 | Tendance                 | Voix   | %     |
| -------------- | ------------------------------------------- | -------------- | ------- | ------ | ------------------------ | ------------------------ | ------------------------ | ------ | ----- |
|                | Républicaine Démocratique d'Union Nationale | 60 482         | 42,62   | 6      |                          | Paul Simon *             | Progressiste-Silloniste  | 61 579 | 43,39 |
|                | Républicaine Démocratique d'Union Nationale | 60 482         | 42,62   | 6      | Victor Balanant          | Progressiste-Silloniste  | 61 319                   | 43,21  |       |
|                | Républicaine Démocratique d'Union Nationale | 60 482         | 42,62   | 6      | Charles Daniélou         | Progressiste-Rép.G       | 60 719                   | 42,79  |       |
|                | Républicaine Démocratique d'Union Nationale | 60 482         | 42,62   | 6      | Vincent Inizan           | Progressiste-Silloniste  | 60 668                   | 42,75  |       |
|                | Républicaine Démocratique d'Union Nationale | 60 482         | 42,62   | 6      | Jean Jadé                | Progressiste-Silloniste  | 60 629                   | 42,72  |       |
|                | Républicaine Démocratique d'Union Nationale | 60 482         | 42,62   | 6      | Léonard Corentin-Guyho   | Progressiste             | 60 343                   | 42,52  |       |
|                | Républicaine Démocratique d'Union Nationale | 60 482         | 42,62   | 6      | Marcel Derrien           | Conserv                  | 60 121                   | 42,36  |       |
|                | Républicaine Démocratique d'Union Nationale | 60 482         | 42,62   | 6      | Laurent Boucher          | Conserv                  | 60 060                   | 42,32  |       |
|                | Républicaine Démocratique d'Union Nationale | 60 482         | 42,62   | 6      | Alain Budes de Guébriant | Conserv                  | 59 995                   | 42,28  |       |
|                | Républicaine Démocratique d'Union Nationale | 60 482         | 42,62   | 6      | Georges Saint-Yves       | Conserv                  | 59 994                   | 42,28  |       |
|                | Républicaine Démocratique d'Union Nationale | 60 482         | 42,62   | 6      | Pierre Trémintin         | Progressiste-Silloniste  | 59 882                   | 42,20  |       |
|                |                                             |                |         |        |                          |                          |                          |        |       |
|                | Concentration Républicaine                  | 49 719         | 35,03   | 3      |                          | Maurice Bouilloux-Lafont | Rép.G                    | 50 751 | 35,76 |
|                | Concentration Républicaine                  | 49 719         | 35,03   | 3      | Georges Le Bail *        | Rad-soc                  | 50 380                   | 35,50  |       |
|                | Concentration Républicaine                  | 49 719         | 35,03   | 3      | Émile Guépratte          | Rép.G                    | 50 346                   | 35,48  |       |
|                | Concentration Républicaine                  | 49 719         | 35,03   | 3      | Jean Le Lay              | Rad-soc                  | 50 054                   | 35,27  |       |
|                | Concentration Républicaine                  | 49 719         | 35,03   | 3      | Ferdinand Lancien *      | Rép.soc                  | 49 927                   | 35,18  |       |
|                | Concentration Républicaine                  | 49 719         | 35,03   | 3      | Yves Caill               | Rép.G                    | 49 743                   | 35,05  |       |
|                | Concentration Républicaine                  | 49 719         | 35,03   | 3      | Émile Auffret            | Rép.G                    | 49 590                   | 34,94  |       |
|                | Concentration Républicaine                  | 49 719         | 35,03   | 3      | Alfred Delpierre         | Soc.ind                  | 49 327                   | 34,76  |       |
|                | Concentration Républicaine                  | 49 719         | 35,03   | 3      | Albert Louppe *          | Rad.ind-Rép.G            | 49 139                   | 34,63  |       |
|                | Concentration Républicaine                  | 49 719         | 35,03   | 3      | Yves Le Febvre           | Rad-soc                  | 48 899                   | 34,46  |       |
|                | Concentration Républicaine                  | 49 719         | 35,03   | 3      | Paul Cloarec             | Rad.ind-Rép.G            | 48 760                   | 34,36  |       |
|                |                                             |                |         |        |                          |                          |                          |        |       |
|                | Liste Socialiste unifiée                    | 29 460         | 20,76   | 2      |                          | Émile Goude              | SFIO                     | 30 758 | 21,67 |
|                | Liste Socialiste unifiée                    | 29 460         | 20,76   | 2      | Hippolyte Masson         | SFIO                     | 29 983                   | 21,13  |       |
|                | Liste Socialiste unifiée                    | 29 460         | 20,76   | 2      | Fernand Le Goïc          | SFIO                     | 28 981                   | 20,42  |       |
|                | Liste Socialiste unifiée                    | 29 460         | 20,76   | 2      | Jean Le Tréis            | SFIO                     | 28 960                   | 20,41  |       |
|                | Liste Socialiste unifiée                    | 29 460         | 20,76   | 2      | Ernest Hervagault        | SFIO                     | 28 622                   | 20,17  |       |
|                |                                             |                |         |        |                          |                          |                          |        |       |
|                | Liste Républicaine régionaliste             | 45             | 0,03    | 0      |                          | Charles Rolland          | Soc.ind-Rép.régionaliste | 73     | 0,05  |
|                | Liste Républicaine régionaliste             | 45             | 0,03    | 0      | Pierre Jouan             | Rép.régionaliste         | 17                       | 0,01   |       |
|                |                                             |                |         |        |                          |                          |                          |        |       |
|                | Liste Anti-parlementaire                    | 20             | 0,01    | 0      |                          | Léon Capitaine           | Anarchiste               | 17     | 0,01  |
|                | Liste Anti-parlementaire                    | 20             | 0,01    | 0      | Edmond Le Bris           | Anarchiste               | 15                       | 0,01   |       |
|                | Liste Anti-parlementaire                    | 20             | 0,01    | 0      | Alain Le Duff            | Anarchiste               | 9                        | 0,01   |       |
|                |                                             |                |         |        |                          |                          |                          |        |       |
| Inscrits       | Inscrits                                    | Inscrits       | 215 959 | 100,00 |                          |                          |                          |        |       |
| Abstentions    | Abstentions                                 | Abstentions    | 72 496  | 33,57  |                          |                          |                          |        |       |
| Votants        | Votants                                     | Votants        | 143 463 | 66,43  |                          |                          |                          |        |       |
| Blancs et nuls | Blancs et nuls                              | Blancs et nuls | 1 548   | 1,08   |                          |                          |                          |        |       |
| Exprimés       | Exprimés                                    | Exprimés       | 141 915 | 98,92  |                          |                          |                          |        |       |

## Députés élus
| Députés | Députés                    | Parti              | Fonctions lors de l'élection en 1919                                                                              |
| ------- | -------------------------- | ------------------ | --- |
|         | Émile Goude *              | SFIO               | Conseiller général Brest-2. Commis de 3e classe à la construction.                                                |
|         | Hippolyte Masson           | SFIO               | Maire de Brest, Conseiller général de Brest-3. Employé PTT.                                                       |
|         | Georges Le Bail *          | Radical-socialiste | Conseiller général du Plogastel-Saint-Germain, maire de Plozévet. Avocat.                                         |
|         | Émile Guépratte            | Rép.G              | Officier de Marine. Croix de Guerre                                                                               |
|         | Maurice Bouilloux-Lafont * | Rép.G              | Maire de Bénodet. Banquier.                                                                                       |
|         | Victor Balanant            | Progressiste-Rép.G | Ancien ouvrier à l'Arsenal de Brest, collaborateur au Petit Breton. Croix de Guerre                               |
|         | Vincent Inizan             | Progressiste-Rép.G | Maire de Kernouës. Créateur du Stud Book du cheval de trait breton. Cultivateur, Journaliste au Paysan de France. |
|         | Charles Daniélou           | Progressiste-Rép.G | Ancien député, ancien secrétaire de la Chambre. Maire de Locronan. Poète, romancier.                              |
|         | Paul Simon *               | Progressiste       | Conseiller municipal de Brest. Avocat, Directeur du journal Le Démocrate.                                         |
|         | Jean Jadé                  | Progressiste       | Avocat. Croix de Guerre                                                                                           |
|         | Léonard Corentin-Guyho     | Progressiste       | Ancien député, conseiller général de Pont-Aven. Ancien Avocat général à la Cour d'Appel de Paris.                 |